# Mutabor
Па́вел Влади́мирович Га́лкин (с 2017 года — Мишкорез) (род. 23 марта 1972, Москва, СССР), более известный как Мутабо́р — российский рэп-исполнитель, битбоксер, музыкальный продюсер, битмейкер, диджей, композитор, аранжировщик, звукорежиссёр, танцор брейк-данса. Участник и автор музыки рэп-групп D.M.J., «Мальчишник» и «Дубовый Гай», а также проекта «Барбитура». Является одним из первых советских и российских рэп-исполнителей.
С 1988 по 1989 год играл барабанщиком в панк-рок-группе «Провокация». Осенью 1989 года вошёл в состав брейк-данс-коллектива «Меркурий», в котором танцевал в стиле «электрик-буги» до лета 1991 года. В рамках «Меркурия» был создан рэп-проект D.M.J. («Ди-Меркурий-Джей»: Артур Игнатов, Игорь Захаров и Паша Мутабор) и записано четыре композиции: «Безумная тусовка» (1989) (музыка: Мутабор), «Бьёт 12-й час» (1989), «Уличные звёзды» (1989), «Кидай монету!» (1990). Летом 1991 года Мутабор стал участником скандального хип-хоп-трио «Мальчишник», ставшего известным за счёт хита «Секс без перерыва». С 1991 по 1994 год входил в состав альтернативной рэп-группы «Дубовый Гай» в качестве диджея.
В 1996 году вместе с Андреем Котовым («Дэн») и Михаилом Воиновым («Мышц») создал танцевально-электронный проект «Барбитура», в рамках которого было выпущено шесть альбомов. В 1997 году Мутабор увлёкся хаусом и выпустил один сольный альбом «Мутация» (1998) и два совместных с диджеем Корейцем — «Париж-Дакар» (2001) и Way Out! (2004). В 2000 году Мутабор и Дэн объявили о восстановлении «Мальчишника» и дуэтом выпустили пять альбомов. В 2006 году группа прекратила творческую деятельность. В 2010 году Мутабор и Дэн возобновили концертную деятельность. В 2007 году Галкин стал работать звукорежиссёром перезаписи на стадии постпродакшна фильмов, среди его известных работ — сериалы «Отчий берег» (2017) и «Мятеж» (2017).

## Биография

### Ранние годы
Павел Галкин родился 23 марта 1972 года в Москве. Жил в районе Преображенское, недалеко от электролампового завода (МЭЛЗ). Затем вместе с родителями переехал в новостройку на Краснобогатырской улице и там провёл всё детство. В 1987 году Галкина отчислили из школы за плохое поведение, в результате чего ему пришлось сменить школу. В 1990 году в возрасте 18 лет уехал в район Гольяново, в квартиру бабушки, где в итоге прожил 12 лет.

### Творчество
Карьеру музыканта Галкин начал в 1988 году, будучи учеником девятого класса, в качестве барабанщика в составе панк-рок-группы «Провокация» при московской рок-лаборатории. За время своего существования с 1988 по 1990 год группа дала всего три концерта, один из которых прошёл в Свердловске на рок-фестивале «Металлопластика-2» в ДК Уралмаша с 17 по 19 февраля 1989 года. В 1989 году Галкин вышел из состава группы.
Свой псевдоним «Мутабо́р» Галкин позаимствовал из советского мультфильма «Халиф-аист» (1981), в котором человеку достаточно было вдохнуть порошка и произнести волшебное слово «мутабо́р», чтобы превратиться в любое животное и понимать язык зверей.

#### D.M.J.
Весной 1988 года Галкин познакомился в школе с Артуром Игнатовым, участником брейк-данс-коллектива «Меркурий», основным профилем которой был стиль «электрик-буги». Игнатов приобщил Галкина к брейк-дансу, приглашая его на мероприятия на Арбате и в молодёжном кафе «У фонтана» в Олимпийской деревне (известном в народе как «Молоко» из-за молочного бара для спортсменов). Игнатов брал Галкина на гастроли с группой «Меркурий» в качестве костюмера, а затем в качестве охранника вместе с братом Галкина.
14 августа 1989 года во время проведения брейк-данс-фестиваля Papuga '89 (Паланга, Литовская ССР) в кемпинге состоялся неофициальный рэп-баттл, в ходе которого Мутабор соревновался с Кефиром в речитативном стиле рэп под битбокс. Этот поединок вдохновил нескольких танцоров брейк-данса заняться рэпом. Осенью Мутабор был приглашён в коллектив «Меркурий» и на гастролях танцевал в стиле «электрик-буги» вместо ушедшего из команды Константина Михайлова. В рамках «Меркурия» был создан рэп-проект D.M.J. («Ди-Меркурий-Джей»), чьё название произошло от слияния слов «Меркурий» и DJ. Само название D.M.J. придумал Игорь Захаров. Основной костяк команды составляли Захаров, Игнатов и Мутабор. Музыкой в группе занимались Захаров и Мутабор, а тексты писали Игнатов и Захаров. Вокальные партии в форме речитатива исполняли все трое. В качестве аналога были взяты американские рэп-группы Beastie Boys и DJ Jazzy Jeff & the Fresh Prince. Для записи первых песен в студии «Рекорд» Игнатов занял большую сумму денег у своего отца. В том же году были записаны три песни: «Безумная тусовка» (музыка: Мутабор), «Бьёт 12-й час» (музыка: Захаров), «Уличные звёзды» (музыка: Захаров). В 1990 году группой D.M.J. была записана ещё одна песня — «Кидай монету!» (музыка: Захаров), в записи которой принял участие танцор «Меркурия» Николай Андреев. Мутабор вскоре покинул группу, занялся записью своего сольного альбома, и вошёл в состав рэп-группы «Мальчишник».
Весной и летом 1991 года Мутабор в составе коллектива «Меркурий» участвовал в номере «кинг-тат» в танцевальном конкурсе телепередачи «Утренняя звезда», где «Меркурий» прошёл до 1/4 финала.

#### Мальчишник
Летом 1991 года Мутабор стал участником рэп-группы «Мальчишник» в качестве аранжировщика, композитора и вокалиста. Все вокальные партии в группе исполняли Павел «Мутабор» Галкин и Андрей «Дэн» Котов, поскольку у танцоров «Клёпы» и «Рафа» не получалось читать речитатив. В таком составе группа записала дебютную песню «Ночь» и сняла на неё видео. Позже в группе появился Андрей Лысиков («Дельфин») в качестве автора текстов. В качестве стиля группы была выбрана смесь американских рэп-групп 2 Live Crew и Beastie Boys. По словам «Мутабора», первая группа представляла грязный рэп, а вторая — музыку для вечеринок. При записи первой песни с участием «Дельфина» — «Я хочу тебя» в стиле 2 Live Crew — за основу брали семплы различных музыкальных произведений, поскольку участники группы знали, что находятся вне зоны авторских прав.
Параллельно с группой «Мутабор» записывал свой сольный альбом, две песни из которого в результате вышли на первом альбоме группы: «Я здоров» (она же «Стильный парень») и «Я вам не верю». Дебютный альбом «Поговорим о сексе» издавался три раза, разошёлся тиражом более миллиона экземпляров и имел большой успех у широкой аудитории. Секс был основной темой песен группы, самой известной из которых стал хит «Секс без перерыва». Из-за ряда скандалов, произошедших с коллективом, группу стали называть скандальным хип-хоп-трио.

#### Дубовый Гай
8 декабря 1991 года Мутабор выступил вместе с альтернативной рэп-группой «Дубовый Гай» в концертном зале Рижского технического университета на организованном компанией «Артклуб» фестивале танцевальной музыки Deju Mūzikas Festivāls ’91. Во время выступления Мутабор был задействован как диджей, рэп-исполнитель и битбоксер. Позже появилась запись с концерта под названием Live in Riga.
После фестиваля в Риге с середины декабря 1991 по февраль 1992 года Мутабор принял участие в качестве диджея в записи первых песен группы «Дубовый Гай» на профессиональных студиях «Рекорд» в Измайловском парке и на Преображенской площади: «Дождь», «Сынок», «Когда ты вернёшься», «Чёрный город» и «Синяя лирика».
Осенью 1993 года Мутабор вновь принял участие в возрождённой Дельфином рэп-группе «Дубовый Гай» в качестве диджея и приступил к записи на студии SNC Records альбомов Stop The Killing Dolphins и «Синяя лирика № 2». Все композиции пронизаны особой «чёрной» лирикой, наводящей слушателя на мысль о неизбежности судьбы, тексты песен были о наркотиках и суициде. Лысиков принёс продюсеру группы «Мальчишник», Алексею Адамову, свои записи — «Когда ты вернёшься», «Ты холодна» и «Синяя лирика № 3» — после прослушивания которых Адамов решил помочь Дельфину с проектом и поместил несколько песен на обратную сторону альбома «Поговорим о сексе».
Группа «Дубовый Гай» прекратила своё существование в 1994 году. По словам Дельфина, Андрей «Ганс Хольман» Савченко был слишком тяжёлым человеком для того, чтобы продолжать сотрудничество с ним. Два альбома «ДГ», Stop The Killing Dolphins (1994) и «Синяя лирика № 2» (1995), вышли уже после распада группы благодаря случайно найденным деньгам.
В 1996 году Мутабор принял участие в записи демо-материала Дельфина на студии «2С»: звукорежиссёр студии включил микрофон в то время, когда они репетировали в состоянии алкогольного опьянения. В итоге владельцы фирмы «Элиас» выпустили этот материал под названием «К.А.М.А.-З» на лейбле «Русский звук» в 2002 году.

#### Барбитура
Осенью 1996 года Мутабор вместе с бывшим участником группы «Мальчишник», Андреем «Дэном» Котовым, а также гитаристом группы «Дубовый Гай», Михаилом «Мышц» Воиновым, создал танцевально-электронный проект «Барбитура», основой которой стали стили джангл и брейкбит. В период с 1996 по 2004 год в рамках проекта «Барбитура» было выпущено 6 альбомов на лейбле Classic Company и сделано несколько концертных шоу: «Планета Рок» (1997), «Цифры» (1999), «Конструктор» (2002), Untitled Folder (2003), Dub Plates (2003), New Life (2004).

#### DJ Mutabor
В 1994 году Мутабор спродюсировал два трека, «Говорит Beat Point» и «Квартал», для альбома проекта Beat Point, «Весь хип-хоп» (2000).
В 1997 году Мутабор увлёкся хаусом и записал в этом жанре альбом «Мутация», который был выпущен на лейбле Classic Company в следующем году. Осенью 1998 года в связи с экономическим кризисом Мутабор на год уехал в Нью-Йорк, где записал на студии лейбла King Street Sounds & Nite Grooves второй альбом «Мутаборика», включающий синглы «Jazzy Time», «Out’ta Vibes», «Reel&Rules». Но второй альбом так и не вышел, а половина материала из него вошла в альбом «Планета Рок» проекта «Барбитура».
Вернувшись в 1999 году, вместе с Дэном продолжил работу в проектах «Мальчишник» и «Барбитура».
В июне 2001 года был выпущен новый альбом «Мальчишника», «Сандали». В 2001 году в соавторстве с диджеем «Кореец» выпустил совместный альбом «Париж — Дакар» на лейбле CD Land, одноимённый сингл с которого был выпущен в Лондоне на лейбле «Oven Ready Records». Также сделал клубные версии песен для Олега Газманова, Филиппа Киркорова, групп «Блестящие» и «Пропаганда», Валерия Сюткина и других исполнителей.
В 2001 году Мутабор совместно с Ликой Стар и диджеем Грувом представил «скандально-хулиганский» проект под названием «Голая правда». Были выпущены два сингла: «Голая правда — это шоу-бизнес» и «Голая правда — жёсткое порно». Грув снял видеоклип на песню «Даун» (из саундтрека к фильму «Даун Хаус»), которую он записал в рамках проекта «Мутабор» с Пашей «Мутабором» из «Мальчишника».
В 2001 году Мутабор планировал выпустить сольный альбом, треки из которого в итоге вошли в следующий альбом «Мальчишника», «Оглобля» (2002). Также выступил на 15-й ежегодном празднике газеты «Московский комсомолец» в Лужниках 24 июня.
В 2004 году вышел второй совместный альбом «Корейца» и «Мутабора» под названием «Way Out!», новый альбом группы «Мальчишник» — «Пена» и «New Life» проекта «Барбитура». В 2006 году вышел последний альбом группы «Мальчишник» — Weekend.
В 2006 году Галкин начал снимать документальные фильмы о мотоциклистах, среди которых «Easy Riders, Moscow style», «Всадники без башен» и «Краснодарские каникулы».
В 2007 году стал работать звукорежиссёром перезаписи на стадии постпродакшна фильмов на киностудии «Медиа-Сити». Среди известных работ Галкина (Мишкореза) — сериалы «Отчий берег» (2017) и «Мятеж» (2017).
В 2007 году Мутабор создал сайд-проект под названием Paltus Mutantus, в котором является «голосом» новой группы, автором текстов и гитаристом. Помимо него, в проекте задействованы барабанщик, клавишник и диджей.
В 2008 году Мутабор помог Максиму Покровскому сделать песню «Съешь моё сердце».
В 2010 году Мутабор и Дэн возобновили концертную деятельность.
В 2018 году Мутабор принял участие в съёмках интервью для проекта Ирины Шихман «Russian Old School» в рамках YouTube-шоу «А поговорить?».

## Личная жизнь
В 1991 году женился на Екатерине Передковой. У пары родилось двое детей: Павел (29 октября 1992 года) и Антон (28 января 1996 года). В 2001 году поселился в районе Сокольники, где живёт и по сей день. В 2011 году женился во второй раз на Мария Мишкорез, которая родила ему двоих детей: Михаил (2013) и Вера (2015). В 2017 году Галкин сменил свою фамилию на фамилию второй жены — Мишкорез.

## Критика
В октябре 1998 года журнал «Птюч», делая обзор на сольный альбом «Мутабора» «Мутация», похвалил его за хороший материал и сравнил с альбомом Дельфина «Не в фокусе», который, по мнению автора, получился слабее.

### Рейтинги
В 2007 году альбом «Планета Рок» группы «Барбитура» (Дэн, Мутабор и Михаил «Мышц» Воинов) вошёл в список «10 лучших альбомов российского танцпола» российского издания журнала Billboard.
В 2017 году альбом «Планета Рок» группы «Барбитура» (Дэн, Мутабор и Михаил «Мышц» Войнов) вошёл в список «15 знаковых альбомов в истории российской электроники» онлайн-журнала Mixmag Magazine.

## Дискография
Сольные альбомы
- 1998 — Мутабор — «Мутация»

Совместные альбомы
- 2001 — Dj Кореец & Мутабор — «Париж-Дакар»
- 2004 — Korean & Mutabor — Way Out!

Микстейпы
- 2010 — DJ Mutabor — Agressiveness

Мальчишник
- 1992 — Поговорим о сексе
- 1993 — Мисс большая грудь
- 1995 — Кегли
- 2001 — Сандали
- 2002 — Оглобля
- 2004 — Пена
- 2004 — Мальчишник @ С.П.Б.
- 2006 — Weekend

Дубовый Гай
- 1991 — Live in Riga
- 1994 — Stop The Killing Dolphins
- 1995 — Синяя лирика № 2
- 2002 — К.А.М.А.-З (Дельфин и Дубовый Гай)

Барбитура
- 1997 — Планета рок
- 1999 — Цифры
- 2002 — Конструктор
- 2003 — Untitled Folder
- 2003 — Dub Plates
- 2004 — New Life